# Mercedes-Benz O 322
Der Mercedes-Benz O 322 ist ein Stadtlinienbus der Marke Mercedes-Benz, den die Daimler-Benz AG von 1959 bis 1964 baute.

## Modellübersicht
Der O 322 wurde 1959 auf der IAA vorgestellt und 1960 als erster reiner Stadtlinienbus seiner Firma auf den Markt gebracht. Es wurde nur ein Modell gebaut und mit der Formel „1-10-100=322“ beworben, was bedeutete, dass ein Fahrer mit einem knapp zehn Meter langen Bus knapp 100 Fahrgäste befördern konnte. Neuheiten gegenüber früheren Bussen stellten die Haltestellenbremse und der hydrostatische Lüfterantrieb dar. So konnte der Bus bequem beim kurzen Stopp an der Haltestelle fixiert werden und der Kühlerlüfter lief nicht ständig, sondern nur ab einer Kühlwassertemperatur von 84 °C aufwärts.
Optisch ähnelte der Bus noch dem O 317, hatte jedoch deutlich größere Seitenfenster und keine ausgestellten Radläufe mehr. In der Regel war der Aufbau zweitürig (vorn/Mitte; bei einigen Exemplaren auch vorn/hinten). Bei der Straßenbahn Herne-Castrop-Rauxel soll es ein dreitüriges Exemplar mit der Nr. 48 gegeben haben.
Der O 322 wurde im Sommer 1961 einem Facelift unterzogen, bei dem die Frontpartie geändert wurde. Die Windschutzscheibe wurde stärker nach vorn gewölbt und der Rand des Daches weiter nach vorn gezogen. Die Vorkammermotoren des Typs OM 321 mit 5,1 l Hubraum und einer Leistung von 81 kW (110 PS) wurden durch die technisch ähnlichen Motoren des Typs OM 322 ersetzt, die aus 5,7 l Hubraum 93 kW (126 PS) leisten. Das Vierganggetriebe des Typs Daimler-Benz G 32 wurde um einen kürzer als der erste Gang übersetzten erweitert, die anderen Gänge blieben unverändert; der vorherige erste Gang des Vierganggetriebes ist im Fünfganggetriebe schlicht der zweite Gang (und so weiter). Da nun der erste Gang des Getriebes kürzer übersetzt war, konnte die Übersetzung vom Getriebe auf die Hinterachse verlängert werden, wodurch bei gleichbleibender Geschwindigkeit mit niedrigerer Motordrehzahl gefahren werden und eine größere Höchstgeschwindigkeit erreicht werden kann.
Von dem serienmäßig luftgefederten Bus mit Heckmotor wurden nur etwa 950 Exemplare gebaut. Einer der Gründe war wohl die Ablösung des reinen Vorkammersystems durch Direkteinspritzung etwa beim Nachfolgemodell O 352 (in Deutschland nicht verfügbar). Vorzüge dieser neuen Bauart waren Spritersparnis, geringerer Wartungsaufwand, geringere Rußentwicklung und der nun mögliche Verzicht auf Starthilfe bei Temperaturen über −15 °C.

## Verbleib
Die Deutsche Bundespost besaß insgesamt 140 Exemplare des Mercedes O 322. 29 Busse dieses Modells gingen an die SSB, um ein Teilstück der ehemaligen Straßenbahnlinie 3 zu ersetzen. Drei O 322 wurden bis in die 1970er Jahre in Münster genutzt, dreizehn in Solingen, elf bei der Köln-Bonner Eisenbahn, zehn in Wilhelmshaven, acht in Bamberg, neun in Passau, dreizehn bei der Geilenkirchener Kreisbahn (davon 3 Stück ex Düren), sechs bei der Kraftverkehr Erkelenz, drei in Mönchengladbach. Zwölf O 322 wurden nach Freiburg im Breisgau verkauft; da sie aber für das hohe Fahrgastaufkommen dieser Stadt zu klein waren, wurden sechs dieser Fahrzeuge nach kurzer Zeit an den Hersteller zurückgegeben. Insgesamt verschwand der O 322 in den 1970er Jahren mehr oder weniger aus dem Stadtbild. Einige O322 verkehrten zudem im Ausland, z. B. sechs Exemplare bei MIVG Gent (Belgien).

## Erhaltene Exemplare
Im deutschen Sprachraum waren im Juli 2009 noch fünf erhaltene Exemplare bekannt; davon waren zwei noch betriebsfähig. Eines dieser beiden Exemplare wurde bis 2021 vom Verein Stuttgarter Historische Straßenbahnen betrieben. Es war bis 1979 von den SSB regulär genutzt worden, zuletzt als Fahrschulwagen, und dann an den Vorgänger des heutigen Betreibers weitergegeben worden, geriet zunächst nach Schönau im Odenwald und kehrte erst 1995 nach Stuttgart zurück. Nach mehrjähriger aufwändiger Restaurierung war der Bus seit 2001 wieder nutzbar. Bei einem Großbrand im SSB-Depot Stuttgart-Gaisburg am Abend des 30. September 2021 wurde das Fahrzeug irreparabel zerstört.

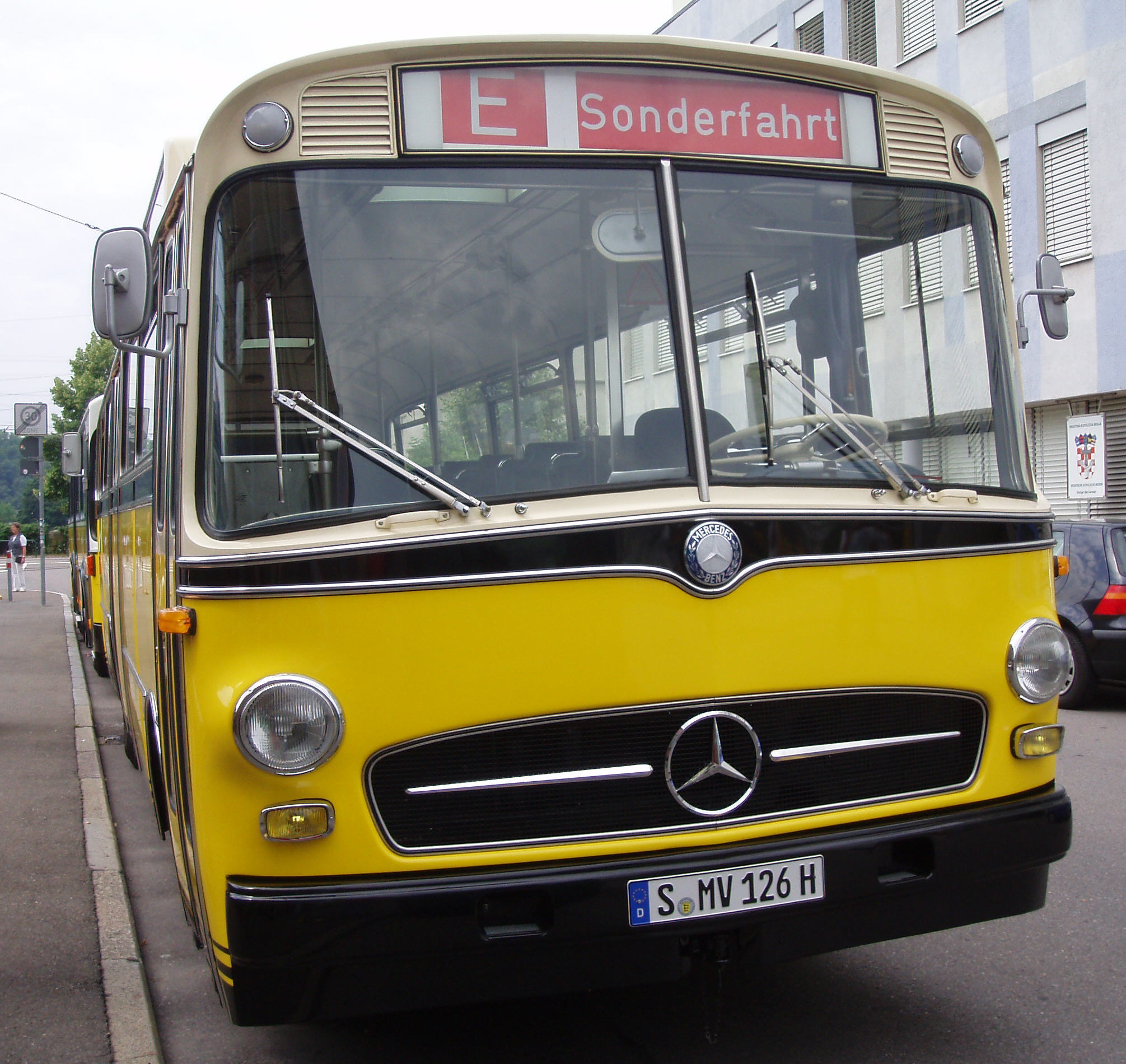
Frontansicht
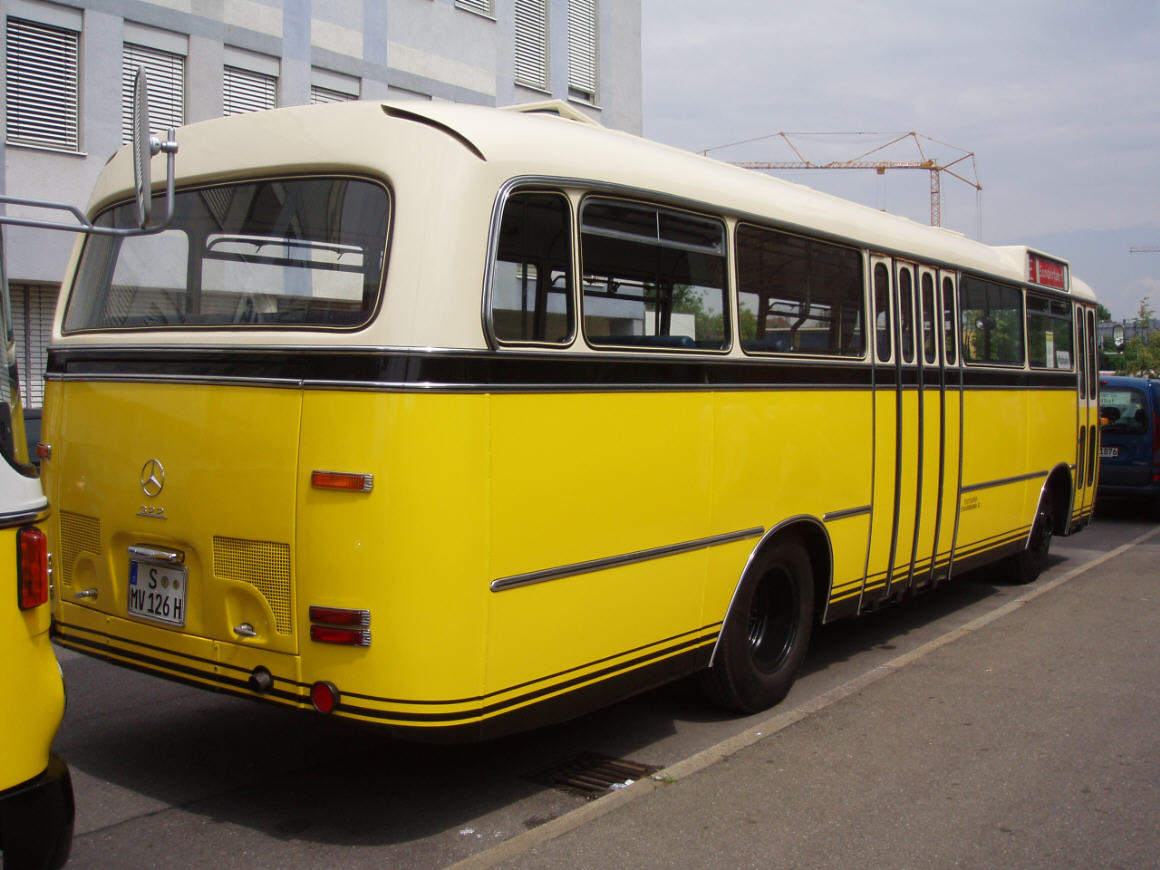
Heckansicht

## Technische Daten
| Kenngrößen                                    | O 322 (Mai 1961)                                                       | O 322 (November 1961)                                                                |
| Abmessungen und Gewichte (mm / kg)            | Abmessungen und Gewichte (mm / kg)                                     | Abmessungen und Gewichte (mm / kg)                                                   |
| --------------------------------------------- | ---------------------------------------------------------------------- | ------------------------------------------------------------------------------------ |
| Radstand                                      | 5110                                                                   | 5110                                                                                 |
| Spurweite vorn                                | 1905                                                                   | 1905                                                                                 |
| Spurweite hinten                              | 1725                                                                   | 1745                                                                                 |
| Bodenfreiheit                                 | 250                                                                    | 250                                                                                  |
| Länge                                         | 9955                                                                   | 9955                                                                                 |
| Breite                                        | 2500                                                                   | 2500                                                                                 |
| Höhe                                          | 2900                                                                   | 2900                                                                                 |
| Überhang vorn                                 | 1950                                                                   | 1950                                                                                 |
| Überhang hinten                               | 2895                                                                   | 2895                                                                                 |
| Wendekreisdurchmesser                         | 18,4                                                                   | 18,4                                                                                 |
| Leergewicht                                   | Abhängig vom Aufbau                                                    | Abhängig vom Aufbau                                                                  |
| Maximal zulässige Gesamtmasse                 | 12.000                                                                 | 12.000                                                                               |
| Motor                                         |                                                                        |                                                                                      |
| Motorbezeichnung                              | OM 321                                                                 | OM 322                                                                               |
| Motortyp                                      | Reihensechszylinder-Viertakt-Vorkammer-Saugdieselmotor                 | Reihensechszylinder-Viertakt-Vorkammer-Saugdieselmotor                               |
| Ventilsteuerung                               | OHV-Ventilsteuerung                                                    | OHV-Ventilsteuerung                                                                  |
| Kühlsystem                                    | Wasserkühlung                                                          | Wasserkühlung                                                                        |
| Zündfolge                                     | 1-5-3-6-2-4                                                            | 1-5-3-6-2-4                                                                          |
| Masse                                         | 385 kg                                                                 | 410 kg                                                                               |
| Verdichtungsverhältnis                        | 20,8 : 1                                                               | 22,7 : 1                                                                             |
| Mittlerer Arbeitsdruck                        | 7,4 bar                                                                | 7,9 bar                                                                              |
| Einspritzdruck                                | 132 bar                                                                | 132 bar                                                                              |
| Bohrung × Hub                                 | 95 mm × 120 mm                                                         | 97 mm × 128 mm                                                                       |
| Hubraum                                       | 5.103 cm3                                                              | 5.675 cm3                                                                            |
| Nennleistung nach DIN 70020                   | 110 DIN-PS / 81 kW (120 SAE-PS brutto) bei 3000 min−1                  | 126 DIN-PS / 93 kW (138 SAE-PS brutto) bei 2800 min−1                                |
| Maximales Drehmoment nach DIN 70020           | 30,5 kp·m / 299 N·m bei 1600 min−1                                     | 36 kp·m / 353 N·m bei 1600 min−1                                                     |
| Weitere Daten                                 |                                                                        |                                                                                      |
| Kraftstoffverbrauch nach DIN 70030            | keine Angabe                                                           | keine Angabe                                                                         |
| Kupplung (mit Schaltgetriebe)                 | Fichtel & Sachs                                                        | Fichtel & Sachs                                                                      |
| Getriebetyp                                   | Daimler-Benz G 32                                                      | Daimler-Benz G 32                                                                    |
| Getriebeübersetzungen                         | 1. Gang: 4,24 2. Gang: 2,736 3. Gang: 1,663 4. Gang: 1,00 R-Gang: 8,29 | 1. Gang: 8,98 2. Gang: 4,24 3. Gang: 2,736 4. Gang: 1,663 5. Gang: 1,00 R-Gang: 8,29 |
| Höchstgeschwindigkeit                         | 71 km/h                                                                | 75,6 km/h                                                                            |
| Übersetzungsverhältnis Getriebe / Hinterräder | 7,857 : 1                                                              | 6,857 : 1                                                                            |